# Saison 2019-2020 des Warriors de Golden State
La saison 2019-2020 des Warriors de Golden State est la 74e saison de la franchise en NBA et la 58e dans la région de la baie de San Francisco. Les Warriors ont changé leur salle à domicile, déménageant au Chase Center de San Francisco.
Ils entrent dans la saison en tant que vice-champion, à la suite de leur défaite en finales NBA la saison précédente contre les Raptors de Toronto. Cependant, ils perdent deux joueurs importants de leurs derniers titres obtenus avec Kevin Durant, double MVP des Finales 2017, 2018 et Andre Iguodala, MVP des Finales NBA 2015. Ils ont récupéré D'Angelo Russell en compensation du départ de Durant. De plus, l'équipe doit compter sur l'absence de Klay Thompson pour l'ensemble de la saison puisque ce dernier s'est gravement blessé au genou en Finales.
La saison débute très mal pour la franchise puisque lors du cinquième match de la saison, Stephen Curry se casse le second métacarpe. En cours de saison, un transfert est mis en place pour récupérer Andrew Wiggins dans l'effectif aux dépens de Russell. L'équipe va alors perdre 50 matchs sur les 65 de la saison, ce qui constitue leur pire bilan depuis 7 ans.
La saison a été suspendue par les officiels de la ligue après les matchs du 11 mars à la suite de l'annonce que Rudy Gobert était positif au COVID-19. Le 12 mars 2020, le président de la ligue Adam Silver annonce que le championnat est arrêté pour « au moins 30 jours ».
À l'annonce de la reprise de la compétition de la NBA, pour le 31 juillet, la franchise n'a pas été retenue afin de participer à la fin de saison. Elle garde donc les statistiques et le bilan en date du 12 mars 2020.

## Draft
| Tour | Choix | Joueur        | Poste | Nationalité | Provenance             |
| ---- | ----- | ------------- | ----- | ----------- | ---------------------- |
| 1    | 28    | Jordan Poole  | SG    | États-Unis  | Wolverines du Michigan |
| 2    | 41    | Eric Paschall | PF    | États-Unis  | Wildcats de Villanova  |
| 2    | 58    | Miye Oni      | SG    | États-Unis  | Bulldogs de Yale       |

## Matchs

### Summer League
| Summer League Total: 3-5 |

| Match | Date match  | Équipe      | Score    | Meilleur marqueur  | Meilleur rebondeur  | Meilleur passeur | Lieux Spectateurs | Série |
| ----- | ----------- | ----------- | -------- | ------------------ | ------------------- | ---------------- | ----------------- | ----- |
| 1     | 1er juillet | Sacramento  | D 77-81  | Jacob Evans (18)   | Jimmer Fredette (7) | Evans, Reed (3)  | Golden 1 Center   | 0 - 1 |
| 2     | 2 juillet   | L.A. Lakers | D 90-100 | Eric Paschall (18) | Damian Jones (8)    | Jacob Evans (4)  | Golden 1 Center   | 0 - 2 |
| 3     | 3 juillet   | Miami       | D 73-65  | Damian Jones (15)  | Damian Jones (7)    | 4 joueurs (2)    | Golden 1 Center   | 0 - 3 |

| Match | Date match | Équipe      | Score   | Meilleur marqueur  | Meilleur rebondeur   | Meilleur passeur          | Lieux Spectateurs    | Série |
| ----- | ---------- | ----------- | ------- | ------------------ | -------------------- | ------------------------- | -------------------- | ----- |
| 1     | 5 juillet  | Charlotte   | D 85-93 | Jordan Poole (15)  | Alen Smailagić (7)   | Jacob Evans (6)           | Cox Pavilion         | 0 - 1 |
| 2     | 7 juillet  | Toronto     | V 80-71 | Jacob Evans (24)   | Evans, Smailagić (8) | Evans, Bowman (4)         | Thomas & Mack Center | 1 - 1 |
| 3     | 8 juillet  | L.A. Lakers | V 88-80 | Jordan Poole (23)  | Dedric Lawson (7)    | Jacob Evans (8)           | Thomas & Mack Center | 2 - 1 |
| 4     | 10 juillet | Denver      | V 73-69 | Jacob Evans (17)   | Lawson, Poole (6)    | Dedric Lawson (4)         | Thomas & Mack Center | 3 - 1 |
| 5     | 12 juillet | L.A. Lakers | D 87-88 | Kevin McClain (24) | Ebuka Izundu (11)    | Juan Toscano-Anderson (5) | Thomas & Mack Center | 3 - 2 |

### Pré-saison
| Pré-saison Total: 2-3 (Domicile : 2-1; Extérieur : 0-2) |

| Match | Date match | Équipe        | Score     | Meilleur marqueur     | Meilleur rebondeur   | Meilleur passeur     | Lieux          | Série |
| ----- | ---------- | ------------- | --------- | --------------------- | -------------------- | -------------------- | -------------- | ----- |
| 1     | 5 octobre  | L.A. Lakers   | D 101-123 | Stephen Curry (18)    | Omari Spellman (9)   | Chriss, Green (4)    | Chase Center   | 0 - 1 |
| 1     | 10 octobre | Minnesota     | V 143-123 | Stephen Curry (40)    | Marquese Chriss (11) | Draymond Green (7)   | Chase Center   | 1 - 1 |
| 2     | 14 octobre | @ L.A. Lakers | D 98-104  | Damion Lee (18)       | Marquese Chriss (11) | Marquese Chriss (4)  | Staples Center | 1 - 2 |
| 3     | 16 octobre | @ L.A. Lakers | D 93-126  | D'Angelo Russell (23) | Chriss, Lee (5)      | D'Angelo Russell (3) | Staples Center | 1 - 3 |
| 4     | 18 octobre | L.A. Lakers   | V 124-103 | Stephen Curry (32)    | Draymond Green (12)  | Stephen Curry (6)    | Chase Center   | 2 - 3 |

### Saison régulière
| Saison régulière Total: 15-50 (Domicile : 8-26; Extérieur : 7-24) |

| Match | Date match | Équipe                | Score     | Meilleur marqueur  | Meilleur rebondeur   | Meilleur passeur     | Lieux                   | Série |
| ----- | ---------- | --------------------- | --------- | ------------------ | -------------------- | -------------------- | ----------------------- | ----- |
| 1     | 24 octobre | L.A. Clippers         | D 122-141 | Stephen Curry (23) | Kevon Looney (9)     | D'Angelo Russell (8) | Chase Center            | 0 - 1 |
| 2     | 27 octobre | @ Oklahoma City       | D 92-120  | Stephen Curry (23) | Curry, Spellman (8)  | Stephen Curry (5)    | Chesapeake Energy Arena | 0 - 2 |
| 3     | 28 octobre | @ La Nouvelle-Orléans | V 134-123 | Stephen Curry (26) | Draymond Green (17)  | Stephen Curry (11)   | Smoothie King Center    | 1 - 2 |
| 4     | 30 octobre | Phoenix               | D 110-121 | Eric Paschall (20) | D'Angelo Russell (7) | Curry, Russell (6)   | Chase Center            | 1 - 3 |

| Match | Date match   | Équipe                | Score          | Meilleur marqueur       | Meilleur rebondeur       | Meilleur passeur     | Lieux                    | Série  |
| ----- | ------------ | --------------------- | -------------- | ----------------------- | ------------------------ | -------------------- | ------------------------ | ------ |
| 5     | 1er novembre | San Antonio           | D 110-127      | D'Angelo Russell (30)   | Marquese Chriss (9)      | D'Angelo Russell (8) | Chase Center             | 1 - 4  |
| 6     | 2 novembre   | Charlotte             | D 87-93        | Eric Paschall (25)      | Glenn Robinson III (9)   | Ky Bowman (4)        | Chase Center             | 1 - 5  |
| 7     | 4 novembre   | Portland              | V 127-118      | Eric Paschall (34)      | Eric Paschall (13)       | Ky Bowman (8)        | Chase Center             | 2 - 5  |
| 8     | 6 novembre   | @ Houston             | D 112-129      | Alec Burks (28)         | Glenn Robinson III (11)  | Ky Bowman (4)        | Toyota Center            | 2 - 6  |
| 9     | 8 novembre   | @ Minnesota           | D 119-125 (OT) | D'Angelo Russell (52)   | Burks, Russell (9)       | D'Angelo Russell (5) | Target Center            | 2 - 7  |
| 10    | 9 novembre   | @ Oklahoma City       | D 108-114      | D'Angelo Russell (30)   | Damion Lee (7)           | D'Angelo Russell (7) | Chesapeake Energy Arena  | 2 - 8  |
| 11    | 11 novembre  | Utah                  | D 108-122      | D'Angelo Russell (33)   | Willie Cauley-Stein (11) | D'Angelo Russell (8) | Chase Center             | 2 - 9  |
| 12    | 13 novembre  | @ L.A. Lakers         | D 94-120       | D'Angelo Russell (21)   | Omari Spellman (7)       | D'Angelo Russell (8) | Staples Center           | 2 - 10 |
| 13    | 15 novembre  | Boston                | D 100-105      | Alec Burks (20)         | Draymond Green (11)      | D'Angelo Russell (7) | Chase Center             | 2 - 11 |
| 14    | 17 novembre  | @ La Nouvelle-Orléans | D 100-108      | Eric Paschall (30)      | Chriss, Paschall (7)     | Alec Burks (5)       | Smoothie King Center     | 2 - 12 |
| 15    | 19 novembre  | @ Memphis             | V 114-95       | Alec Burks (29)         | Stein, Green (10)        | Draymond Green (11)  | FedExForum               | 3 - 12 |
| 16    | 20 novembre  | @ Dallas              | D 94-142       | Eric Paschall (22)      | Eric Paschall (7)        | Jordan Poole (7)     | American Airlines Center | 3 - 13 |
| 17    | 22 novembre  | @ Utah                | D 109-113      | Alec Burks (20)         | Eric Paschall (7)        | Trois joueurs (5)    | Vivint Smart Home Arena  | 3 - 14 |
| 18    | 25 novembre  | Oklahoma City         | D 97-100       | Glenn Robinson III (25) | Eric Paschall (10)       | Marquese Chriss (7)  | Chase Center             | 3 - 15 |
| 19    | 27 novembre  | Chicago               | V 104-90       | Eric Paschall (25)      | Omari Spellman (11)      | Draymond Green (8)   | Chase Center             | 4 - 15 |
| 20    | 29 novembre  | @ Miami               | D 105-122      | Jordan Poole (20)       | Ky Bowman (7)            | Bowman, Chriss (6)   | American Airlines Arena  | 4 - 16 |

| Match | Date match   | Équipe              | Score          | Meilleur marqueur        | Meilleur rebondeur       | Meilleur passeur     | Lieux                   | Série  |
| ----- | ------------ | ------------------- | -------------- | ------------------------ | ------------------------ | -------------------- | ----------------------- | ------ |
| 21    | 1er décembre | @ Orlando           | D 96-100       | Glenn Robinson III (19)  | Willie Cauley-Stein (12) | Draymond Green (7)   | Amway Center            | 4 - 17 |
| 22    | 2 décembre   | @ Atlanta           | D 79-104       | Eric Paschall (24)       | Spellman, Paschall (9)   | Eric Paschall (6)    | State Farm Arena        | 4 - 18 |
| 23    | 4 décembre   | @ Charlotte         | D 91-106       | D'Angelo Russell (18)    | Willie Cauley-Stein (7)  | Draymond Green (6)   | Spectrum Center         | 4 - 19 |
| 24    | 6 décembre   | @ Chicago           | V 100-98       | Glenn Robinson III (20)  | Trois joueurs (7)        | Ky Bowman (6)        | United Center           | 5 - 19 |
| 25    | 9 décembre   | Memphis             | D 102-110      | Burks, Russell (18)      | Robinson, Stein (8)      | D'Angelo Russell (7) | Chase Center            | 5 - 20 |
| 26    | 11 décembre  | New York            | D 122-124 (OT) | D'Angelo Russell (32)    | Chriss, Green (10)       | Draymond Green (12)  | Chase Center            | 5 - 21 |
| 27    | 13 décembre  | @ Utah              | D 106-114      | Alec Burks (24)          | Marquese Chriss (13)     | Marquese Chriss (5)  | Vivint Smart Home Arena | 5 - 22 |
| 28    | 15 décembre  | Sacramento          | D 79-100       | Willie Cauley-Stein (14) | Marquese Chriss (6)      | D'Angelo Russell (8) | Chase Center            | 5 - 23 |
| 29    | 18 décembre  | @ Portland          | D 112-122      | D'Angelo Russell (26)    | Marquese Chriss (10)     | D'Angelo Russell (7) | Moda Center             | 5 - 24 |
| 30    | 20 décembre  | La Nouvelle-Orléans | V 106-102      | D'Angelo Russell (25)    | Alec Burks (8)           | Draymond Green (8)   | Chase Center            | 6 - 24 |
| 31    | 23 décembre  | Minnesota           | V 113-104      | D'Angelo Russell (30)    | Draymond Green (14)      | Alec Burks (8)       | Chase Center            | 7 - 24 |
| 32    | 25 décembre  | Houston             | V 116-104      | Damion Lee (22)          | Damion Lee (15)          | Ky Bowman (8)        | Chase Center            | 8 - 24 |
| 33    | 27 décembre  | Phoenix             | V 105-96       | D'Angelo Russell (31)    | Damion Lee (8)           | D'Angelo Russell (6) | Chase Center            | 9 - 24 |
| 34    | 28 décembre  | Dallas              | D 121-141      | D'Angelo Russell (35)    | Damion Lee (12)          | Draymond Green (8)   | Chase Center            | 9 - 25 |
| 35    | 31 décembre  | @ San Antonio       | D 113-117 (OT) | Alec Burks (28)          | Marquese Chriss (11)     | Draymond Green (9)   | AT&T Center             | 9 - 26 |

| Match | Date match | Équipe          | Score          | Meilleur marqueur       | Meilleur rebondeur       | Meilleur passeur        | Lieux              | Série   |
| ----- | ---------- | --------------- | -------------- | ----------------------- | ------------------------ | ----------------------- | ------------------ | ------- |
| 36    | 2 janvier  | @ Minnesota     | D 84-99        | Glenn Robinson III (16) | Chriss, Paschall (7)     | Draymond Green (6)      | Target Center      | 9 - 27  |
| 37    | 4 janvier  | Détroit         | D 104-111      | Alec Burks (27)         | Alec Burks (7)           | Alec Burks (5)          | Chase Center       | 9 - 28  |
| 38    | 6 janvier  | @ Sacramento    | D 98-111       | Glenn Robinson III (16) | Willie Cauley-Stein (9)  | Willie Cauley-Stein (9) | Golden 1 Center    | 9 - 29  |
| 39    | 8 janvier  | Milwaukee       | D 98-107       | Alec Burks (19)         | Willie Cauley-Stein (11) | Draymond Green (8)      | Chase Center       | 9 - 30  |
| 40    | 10 janvier | @ L.A. Clippers | D 100-109      | Robinson, Spellman (17) | Alec Burks (8)           | Burks, Lee (5)          | Staples Center     | 9 - 31  |
| 41    | 12 janvier | @ Memphis       | D 102-122      | D'Angelo Russell (34)   | Draymond Green (8)       | Eric Paschall (5)       | FedExForum         | 9 - 32  |
| 42    | 14 janvier | Dallas          | D 97-124       | Jordan Poole (17)       | Glenn Robinson III (7)   | D'Angelo Russell (8)    | Chase Center       | 9 - 33  |
| 43    | 16 janvier | Denver          | D 131-134 (OT) | Alec Burks (25)         | Draymond Green (8)       | D'Angelo Russell (9)    | Chase Center       | 9 - 34  |
| 44    | 18 janvier | Orlando         | V 109-95       | D'Angelo Russell (26)   | Eric Paschall (9)        | D'Angelo Russell (12)   | Chase Center       | 10 - 34 |
| 45    | 20 janvier | @ Portland      | D 124-129 (OT) | Alec Burks (33)         | Eric Paschall (13)       | D'Angelo Russell (9)    | Moda Center        | 10 - 35 |
| 46    | 22 janvier | Utah            | D 96-129       | D'Angelo Russell (26)   | Marquese Chriss (8)      | Damion Lee (4)          | Chase Center       | 10 - 36 |
| 47    | 24 janvier | Indiana         | D 118-129      | D'Angelo Russell (37)   | Paschall, Robinson (7)   | Draymond Green (11)     | Chase Center       | 10 - 37 |
| 48    | 28 janvier | @ Philadelphie  | D 104-115      | D'Angelo Russell (28)   | Draymond Green (9)       | Draymond Green (12)     | Wells Fargo Center | 10 - 38 |
| 49    | 30 janvier | @ Boston        | D 104-119      | D'Angelo Russell (22)   | Damion Lee (7)           | Draymond Green (7)      | TD Garden          | 10 - 39 |

| Match                  | Date match  | Équipe              | Score     | Meilleur marqueur       | Meilleur rebondeur             | Meilleur passeur    | Lieux                      | Série   |
| ---------------------- | ----------- | ------------------- | --------- | ----------------------- | ------------------------------ | ------------------- | -------------------------- | ------- |
| 50                     | 1er février | @ Cleveland         | V 131-112 | Glenn Robinson III (22) | Trois joueurs (7)              | Draymond Green (16) | Rocket Mortgage FieldHouse | 11 - 39 |
| 51                     | 3 février   | @ Washington        | V 125-117 | Alec Burks (30)         | Green, Paschall (10)           | Green, Robinson (7) | Capital One Arena          | 12 - 39 |
| 52                     | 5 février   | @ Brooklyn          | D 88-129  | D'Angelo Russell (17)   | Marquese Chriss (7)            | Evans, Poole (4)    | Barclays Center            | 12 - 40 |
| 53                     | 8 février   | L.A. Lakers         | D 120-125 | Marquese Chriss (26)    | Marquese Chriss (9)            | Ky Bowman (11)      | Chase Center               | 12 - 41 |
| 54                     | 10 février  | Miami               | D 101-113 | Damion Lee (26)         | Chriss, Green (9)              | Draymond Green (9)  | Chase Center               | 12 - 42 |
| 55                     | 12 février  | @ Phoenix           | D 106-112 | Andrew Wiggins (27)     | Marquese Chriss (12)           | Draymond Green (9)  | Talking Stick Resort Arena | 12 - 43 |
| NBA All-Star Game 2020 |             |                     |           |                         |                                |                     |                            |         |
| 56                     | 20 février  | Houston             | D 105-135 | Andrew Wiggins (22)     | Paschall, Toscano-Anderson (6) | Draymond Green (7)  | Chase Center               | 12 - 44 |
| 57                     | 23 février  | La Nouvelle-Orléans | D 101-115 | Damion Lee (22)         | Andrew Wiggins (10)            | Ky Bowman (7)       | Chase Center               | 12 - 45 |
| 58                     | 25 février  | Sacramento          | D 94-112  | Marquese Chriss (21)    | Marquese Chriss (10)           | Lee, Poole (4)      | Chase Center               | 12 - 46 |
| 59                     | 27 février  | L.A. Lakers         | D 86-116  | Eric Paschall (23)      | Marquese Chriss (7)            | Jordan Poole (8)    | Chase Center               | 12 - 47 |
| 60                     | 29 février  | @ Phoenix           | V 115-99  | Eric Paschall (25)      | Chriss, Bender (9)             | Damion Lee (8)      | Talking Stick Resort Arena | 13 - 47 |

| Match | Date match | Équipe        | Score     | Meilleur marqueur      | Meilleur rebondeur   | Meilleur passeur    | Lieux        | Série   |
| ----- | ---------- | ------------- | --------- | ---------------------- | -------------------- | ------------------- | ------------ | ------- |
| 61    | 1er mars   | Washington    | D 110-124 | Andrew Wiggins (27)    | Marquese Chriss (13) | Jordan Poole (7)    | Chase Center | 13 - 48 |
| 62    | 3 mars     | @ Denver      | V 116-100 | Paschall, Wiggins (22) | Cinq joueurs (5)     | Andrew Wiggins (10) | Pepsi Center | 14 - 48 |
| 63    | 5 mars     | Toronto       | D 113-121 | Damion Lee (23)        | Marquese Chriss (12) | Eric Paschall (8)   | Chase Center | 14 - 49 |
| 64    | 7 mars     | Philadelphie  | V 118-114 | Damion Lee (24)        | Marquese Chriss (10) | Marquese Chriss (8) | Chase Center | 14 - 49 |
| 65    | 10 mars    | L.A. Clippers | D 107-131 | Dragan Bender (23)     | Marquese Chriss (10) | Eric Paschall (7)   | Chase Center | 14 - 50 |

| Match | Date match | Équipe          | Score | Meilleur marqueur | Meilleur rebondeur | Meilleur passeur | Lieux                   | Série |
| ----- | ---------- | --------------- | ----- | ----------------- | ------------------ | ---------------- | ----------------------- | ----- |
| 66    | Annulé     | Brooklyn        |       |                   |                    |                  | Chase Center            | -     |
| 67    | Annulé     | @ Milwaukee     |       |                   |                    |                  | Fiserv Forum            | -     |
| 68    | Annulé     | @ Toronto       |       |                   |                    |                  | Scotiabank Arena        | -     |
| 69    | Annulé     | @ Indiana       |       |                   |                    |                  | Bankers Life Fieldhouse | -     |
| 70    | Annulé     | @ Détroit       |       |                   |                    |                  | Little Caesars Arena    | -     |
| 71    | Annulé     | @ New York      |       |                   |                    |                  | Madison Square Garden   | -     |
| 72    | Annulé     | Atlanta         |       |                   |                    |                  | Chase Center            | -     |
| 73    | Annulé     | Oklahoma City   |       |                   |                    |                  | Chase Center            | -     |
| 74    | Annulé     | San Antonio     |       |                   |                    |                  | Chase Center            | -     |
| 75    | Annulé     | Denver          |       |                   |                    |                  | Chase Center            | -     |
| 76    | Annulé     | @ Houston       |       |                   |                    |                  | Toyota Center           | -     |
| 77    | Annulé     | @ San Antonio   |       |                   |                    |                  | AT&T Center             | -     |
| 78    | Annulé     | @ L.A. Lakers   |       |                   |                    |                  | Staples Center          | -     |
| 79    | Annulé     | Cleveland       |       |                   |                    |                  | Chase Center            | -     |
| 80    | Annulé     | @ L.A. Clippers |       |                   |                    |                  | Staples Center          | -     |
| 81    | Annulé     | Portland        |       |                   |                    |                  | Chase Center            | -     |
| 82    | Annulé     | @ Sacramento    |       |                   |                    |                  | Golden 1 Center         | -     |

### Confrontations en saison régulière
| Conférence Est      | Conférence Est                            | Conférence Est                            | Conférence Ouest                          | Conférence Ouest                          | Conférence Ouest                          | Conférence Ouest                          | Conférence Ouest                          |
| Division Atlantique | Division Atlantique                       | Division Atlantique                       | Division Nord-Ouest                       | Division Nord-Ouest                       | Division Nord-Ouest                       | Division Nord-Ouest                       | Division Nord-Ouest                       |
| Équipe              | Domicile                                  | Extérieur                                 | Équipe                                    | Domicile                                  | Domicile                                  | Extérieur                                 | Extérieur                                 |
| ------------------- | ----------------------------------------- | ----------------------------------------- | ----------------------------------------- | ----------------------------------------- | ----------------------------------------- | ----------------------------------------- | ----------------------------------------- |
| Boston              | 100-105                                   | 104-119                                   | Denver                                    | 131-134 (OT)                              | Annulé                                    | 116-100                                   | Annulé                                    |
| Brooklyn            | Annulé                                    | 88-129                                    | Minnesota                                 | 113-104                                   | Annulé                                    | 119-125 (OT)                              | 84-99                                     |
| New York            | 122-124 (OT)                              | Annulé                                    | Oklahoma City                             | 97-100                                    | Annulé                                    | 92-120                                    | 108-114                                   |
| Philadelphie        | 118-114                                   | 104-115                                   | Portland                                  | 127-118                                   | Annulé                                    | 112-122                                   | 124-129 (OT)                              |
| Toronto             | 113-121                                   | Annulé                                    | Utah                                      | 108-122                                   | 96-129                                    | 109-113                                   | 106-114                                   |
|                     | 1-3                                       | 0-3                                       |                                           | 2-4                                       | 2-4                                       | 1-8                                       | 1-8                                       |
| Division            | 1-6                                       | 1-6                                       | Division                                  | 3-12                                      | 3-12                                      | 3-12                                      | 3-12                                      |
| Division Centrale   | Division Centrale                         | Division Centrale                         | Division Pacifique                        | Division Pacifique                        | Division Pacifique                        | Division Pacifique                        | Division Pacifique                        |
| Équipe              | Domicile                                  | Extérieur                                 | Équipe                                    | Domicile                                  | Domicile                                  | Extérieur                                 | Extérieur                                 |
| Chicago             | 104-90                                    | 100-98                                    |                                           |                                           |                                           |                                           |                                           |
| Cleveland           | Annulé                                    | 131-112                                   | L.A. Clippers                             | 122-141                                   | 107-131                                   | 100-109                                   | Annulé                                    |
| Detroit             | 104-111                                   | Annulé                                    | L.A. Lakers                               | 120-125                                   | 86-116                                    | 94-120                                    | Annulé                                    |
| Indiana             | 118-129                                   | Annulé                                    | Phoenix                                   | 110-121                                   | 105-96                                    | 106-112                                   | 115-99                                    |
| Milwaukee           | 98-107                                    | Annulé                                    | Sacramento                                | 79-100                                    | 94-112                                    | 98-111                                    | Annulé                                    |
|                     | 1-3                                       | 2-0                                       |                                           | 1-7                                       | 1-7                                       | 1-4                                       | 1-4                                       |
| Division            | 3-3                                       | 3-3                                       | Division                                  | 2-11                                      | 2-11                                      | 2-11                                      | 2-11                                      |
| Division Sud-Est    | Division Sud-Est                          | Division Sud-Est                          | Division Sud-Ouest                        | Division Sud-Ouest                        | Division Sud-Ouest                        | Division Sud-Ouest                        | Division Sud-Ouest                        |
| Équipe              | Domicile                                  | Extérieur                                 | Équipe                                    | Domicile                                  | Domicile                                  | Extérieur                                 | Extérieur                                 |
| Atlanta             | Annulé                                    | 79-104                                    | Dallas                                    | 121-141                                   | 97-124                                    | 94-142                                    | Annulé                                    |
| Charlotte           | 87-93                                     | 91-106                                    | Houston                                   | 116-104                                   | 105-135                                   | 112-129                                   | Annulé                                    |
| Miami               | 101-113                                   | 105-122                                   | Memphis                                   | 102-110                                   | Annulé                                    | 114-95                                    | 102-122                                   |
| Orlando             | 109-95                                    | 96-100                                    | New Orleans                               | 106-102                                   | 101-115                                   | 134-123                                   | 100-108                                   |
| Washington          | 110-124                                   | 125-117                                   | San Antonio                               | 110-127                                   | Annulé                                    | 113-117 (OT)                              | Annulé                                    |
|                     | 1-3                                       | 1-4                                       |                                           | 2-6                                       | 2-6                                       | 2-5                                       | 2-5                                       |
| Division            | 2-7                                       | 2-7                                       | Division                                  | 4-11                                      | 4-11                                      | 4-11                                      | 4-11                                      |
| Conférence          | 6-16 (Domicile : 3-10; Extérieur : 3-6)   | 6-16 (Domicile : 3-10; Extérieur : 3-6)   | Conférence                                | 9-34 (Domicile : 4-17; Extérieur : 5-17)  | 9-34 (Domicile : 4-17; Extérieur : 5-17)  | 9-34 (Domicile : 4-17; Extérieur : 5-17)  | 9-34 (Domicile : 4-17; Extérieur : 5-17)  |
| Total               | 15-50 (Domicile : 7-27; Extérieur : 8-23) | 15-50 (Domicile : 7-27; Extérieur : 8-23) | 15-50 (Domicile : 7-27; Extérieur : 8-23) | 15-50 (Domicile : 7-27; Extérieur : 8-23) | 15-50 (Domicile : 7-27; Extérieur : 8-23) | 15-50 (Domicile : 7-27; Extérieur : 8-23) | 15-50 (Domicile : 7-27; Extérieur : 8-23) |

## Classements
| Conférence Ouest | Conférence Ouest                | Conférence Ouest | Conférence Ouest | Conférence Ouest | Conférence Ouest | Conférence Ouest | Conférence Ouest |
| No               | Franchise                       | Vic.             | Def.             | MJ               | V/D              | GB               |                  |
| ---------------- | ------------------------------- | ---------------- | ---------------- | ---------------- | ---------------- | ---------------- | ---------------- |
| 1                | Lakers de Los Angeles           | 52               | 19               | 71               | .732             | –                |                  |
| 2                | Clippers de Los Angeles         | 49               | 23               | 72               | .681             | 3.5              |                  |
| 3                | Nuggets de Denver               | 46               | 27               | 73               | .630             | 7                |                  |
| 4                | Rockets de Houston              | 44               | 28               | 72               | .611             | 8.5              |                  |
| 5                | Thunder d'Oklahoma City         | 44               | 28               | 72               | .611             | 8.5              |                  |
| 6                | Jazz de l'Utah                  | 44               | 28               | 72               | .611             | 8.5              |                  |
| 7                | Mavericks de Dallas             | 43               | 32               | 75               | .573             | 11               |                  |
| 8                | Trail Blazers de Portland (PI)  | 35               | 39               | 74               | .473             | 18.5             |                  |
|                  |                                 |                  |                  |                  |                  |                  |                  |
| 9                | Grizzlies de Memphis (PI)       | 34               | 39               | 73               | .466             | 19               |                  |
| 10               | Suns de Phoenix                 | 34               | 39               | 73               | .466             | 19               |                  |
| 11               | Spurs de San Antonio            | 32               | 39               | 71               | .451             | 20               |                  |
| 12               | Kings de Sacramento             | 31               | 41               | 72               | .431             | 21.5             |                  |
| 13               | Pelicans de La Nouvelle-Orléans | 30               | 42               | 72               | .417             | 22.5             |                  |
| 14               | Timberwolves du Minnesota       | 19               | 45               | 64               | .297             | 29.5             |                  |
| 15               | Warriors de Golden State        | 15               | 50               | 65               | .231             | 34               |                  |

| Division Pacifique       | V  | D  | MJ | V/D  | GB   | Dom   | Ext   | Div  |
| ------------------------ | -- | -- | -- | ---- | ---- | ----- | ----- | ---- |
| Lakers de Los Angeles    | 52 | 19 | 71 | .732 | –    | 25–10 | 27–9  | 10–3 |
| Clippers de Los Angeles  | 49 | 23 | 72 | .681 | 3.5  | 27–9  | 22–14 | 8–6  |
| Suns de Phoenix          | 34 | 39 | 73 | .466 | 19   | 17–22 | 17–17 | 6–9  |
| Kings de Sacramento      | 31 | 41 | 72 | .431 | 21.5 | 16–19 | 15–22 | 8–5  |
| Warriors de Golden State | 15 | 50 | 65 | .231 | 34   | 8–26  | 7–24  | 2–11 |

## Effectif

### Effectif actuel
| Warriors de Golden State Effectif actuel                       |    |                        |                           |                  |
| Entraîneur : Steve Kerr                                        |    |                        |                           |                  |
| Meneur                                                         | 12 | Drapeau des États-Unis | Ky Bowman (R)             | Boston College   |
| Ailier fort / Pivot                                            | 32 | Drapeau des États-Unis | Marquese Chriss           | Washington       |
| Meneur                                                         | 30 | Drapeau des États-Unis | Stephen Curry             | Davidson         |
| Ailier fort                                                    | 23 | Drapeau des États-Unis | Draymond Green            | Michigan State   |
| Arrière                                                        | 1  | Drapeau des États-Unis | Damion Lee                | Louisville       |
| Ailier fort / Pivot                                            | 5  | Drapeau des États-Unis | Kevon Looney              | UCLA             |
| Arrière                                                        | 12 | Drapeau du Canada      | Mychal Mulder (R)         | Kentucky         |
| Ailier fort                                                    | 7  | Drapeau des États-Unis | Eric Paschall (R)         | Villanova        |
| Arrière                                                        | 3  | Drapeau des États-Unis | Jordan Poole (R)          | Michigan         |
| Ailier fort                                                    | 6  | Drapeau de la Serbie   | Alen Smailagić (R)        | KK Beko          |
| Arrière                                                        | 11 | Drapeau des États-Unis | Klay Thompson             | Washington State |
| Ailier / Ailier fort                                           | 95 | /                      | Juan Toscano-Anderson (R) | Marquette        |
| Arrière / Ailier                                               | 22 | Drapeau du Canada      | Andrew Wiggins            | Kansas           |
| (C) - Capitaine, (R) - Rookie, (TW) - Two-way contract, Blessé |    |                        |                           |                  |